# Villaines-sous-Bois
 Villaines-sous-Bois  es una población y comuna francesa, en la región de Isla de Francia, departamento de Valle del Oise, en el distrito de Sarcelles y cantón de Viarmes.

## Demografía
| 184 | 217 | 199 | 382 | 475 | 583 |
| Para los censos de 1962 a 1999 la población legal corresponde a la población sin duplicidades (Fuente: INSEE [Consultar]) |     |     |     |     |     |